# المجلس الوطني الكندي للبحوث
المجلس الوطني الكندي للبحوث (بالفرنسية: Conseil national de recherches Canada)‏ هو الوكالة الوطنية الأساسية للحكومة الكندية المخصصة للبحث والتطوير في مجال العلوم والتكنولوجيا. المجلس أكبر منظمة بحث وتطوير فيدرالية في كندا. المسؤول على المجلس حاليا هو وزير الابتكار والعلوم والصناعة فرانسوا فيليب شامبين.

## تاريخ
تأسس المجلس الوطني للبحوث في عام 1916 تحت ضغط الحرب العالمية الأولى من أجل تقديم المشورة للحكومة في مسائل العلوم والبحوث الصناعية. يعمل في المجلس الوطني للبحوث ما يقرب من 4000 شخص في جميع أنحاء كندا، بالإضافة إلى ذلك يعمل المجلس الوطني للبحوث على توظيف عمال ضيوف من الجامعات والشركات ومؤسسات القطاعين العام والخاص.

## التفويض والمهام
المجلس الوطني للبحوث هو وكالة تابعة للحكومة الكندية وولايتها منصوص عليها في قانون المجلس القومي للبحوث. بموجب القانون يكون المجلس الوطني للبحوث مسؤول عن:
- إجراء أو مساعدة أو تعزيز البحث العلمي والصناعي في المجالات ذات الأهمية لكندا
  - تقديم خدمات علمية وتكنولوجية حيوية للمجتمعات البحثية والصناعية
  - التحقيق في معايير وطرق القياس.
  - العمل على توحيد وإصدار الشهادات للأجهزة العلمية والتقنية والأدوات والمواد المستخدمة أو القابلة للاستخدام من قبل الصناعة الكندية
  - تشغيل وإدارة أي مراصد فلكية أنشأتها أو تحتفظ بها حكومة كندا
  - إنشاء وتشغيل وصيانة مكتبة وطنية للعلوم
  - نشر وبيع أو توزيع المعلومات العلمية والتقنية التي يراها المجلس ضرورية.